# Hermandad del Santísimo Cristo de San Agustín (Granada)
La Hermandad del Santísimo Cristo de San Agustín de Granada, fundada en 1680 como corporación votiva y en 1989 reformada en su rama penitencial, se erige como una de las cofradías de la Semana Santa granadina con mayor proyección por la juventud de la misma, por la nómina de hermanos así como los proyectos abarcados en los últimos años y la exquisita ejecución de estos. 
Tal y como figura en las Reglas, la Muy Antigua, Real e Ilustre Hermandad Sacramental del Santísimo Cristo de San Agustín, Jesús Nazareno de las Penas, Nuestra Madre y Señora de la Consolación y Santo Ángel Custodio se constituye bajo los siguientes principios:
- "promover el culto público y asiduo a Dios, Nuestro Señor, y a su Santísima Madre, la Virgen María, representados en nuestras Sagradas Imágenes Titulares" (Regla VII, I).

- "[dispuesta a] hacer penitencia y ofrecer público testimonio de nuestra fe, como medio eficaz de evangelización de los miembros de la Hermandad, así como de los fieles en general" (Regla VII, II).

- " [ofrecer] una dimensión social a todos nuestros actos, potenciando las obras asistenciales de piedad y caridad, conforme al espíritu del Evangelio de Cristo, tal como es enseñado y transmitido por la Iglesia" (Regla VII, III).

- "una vida más perfecta mediante la formación de sus miembros, incentivando las actividades necesarias para lograr una conciencia auténticamente cristiana para el ejercicio del apostolado y la conservación de la integridad de la fe y buenas costumbres así como la confraternidad de sus miembros [...]" (Regla VII, IV).

- "fomentar el espíritu de conversión personal y una vida cristiana más profunda, asumir con espíritu misionero los compromisos apostólicos, sociales y cristianos que en el campo familiar, profesional y social debe desarrollar el católico consciente, dentro de la pastoral diocesana y parroquial" (Regla VII, IV.I).

## Historia
Aproximadamente, cerca del año 1520, la congregación y comunidad religiosa de los Hermanos Agustinos Calzados de lde Granada hicieron un encargo al escultor italiano Jacobo "Il Florentino", discípulo de Miguel Ángel Buonarroti. Una obra que representase a un 'crucificado' para situarlo en el Altar Mayor de la Capilla del Convento, situado en la actual Plaza de San Agustín, junto al Mercado Municipal de San Agustín.
La imagen tallada, que caló en el fervor y en la admiración popular por el realismo, propició muchos favores, según consta, a los feligreses que se congregaban ante Él. En 1587 la ciudad de Granada se vio asolada por las consecuencias y efectos de una terrible sequía ante la que la Imagen, atendiendo a las rogativas de sus fieles, regaló abundantes lluvias para subsanar las pérdidas causadas. En 1635 tenemos constancia de una nueva rogativa, también debido a la una desoladora sequía en la que se recibió a la fervorosa imagen de la Virgen de las Angustias - hoy patrona de Granada - ante el Santo Crucifijo en el mismo convento agustino. 
En el Año del Señor de 1679, cuando la peste bubónica empezaba a medrar gravemente la población de toda Europa, la zona meridional y levantina de la Península se vio afectada también por la epidemia que, y como es de suponer, hizo mella también en Granada cobrándose la vida de centenares de ciudadanos, los granadinos acuden al 'Santo Cristo' para recurrir a su divina intercesión por ellos, ante lo que la Comunidad de Padres Agustinos y el Cabildo de la Ciudad acuerdan sacar en procesión de rogativa a la Venerada Imagen la que tuvo lugar según los documentos oficiales conservados el 5 de agosto de 1679. Milagrosamente la epidemia empezó a remitir ostensiblemente de la ciudad desapareciendo ésta en pocas semanas. 
Así, pues, el Ayuntamiento granadino, y en nombre de todos los habitantes, rindió Voto Solemne a la venerada imagen de tributarle anualmente acción de gracias por su intercesión, habiéndose ésta de renovar anualmente el día 8 de agosto, onomástica de San Cayetano, otorgándole, addenda, el título de Sagrado Protector de la Ciudad de Granada: "Sanctissimus Christus Sancti Agustini, Protector sacrus urbis Granatensis". A día de hoy el Consistorio celebra la renovación del voto de acción de gracias al Santísimo Cristo de San Agustín el día 14 de septiembre, festividad de la Exaltación de la Santa Cruz.
Un año más tarde de estos acontecimientos, el 6 de agosto de 1680, festividad de la Gloriosa Transfiguración de Nuestro Señor Jesucristo, se funda la Hermandad del Santo Crucifijo –ya convertido este en Sagrado Protector de la Ciudad de Granada- en el Convento de San Agustín con el consentimiento de los frailes y con la aprobación eclesiástica del Arzobispo Fray Alonso Bernardo de los Ríos, a 29 de abril de 1681. 
La Cofrafía de organizó bajo setenta y dos miembros que debían ser caballeros de probada nobleza, así como eclesiásticos. En 1816 se crea la Asociación de Señoras del Santo Crucifijo pero en 1899 se unifican ambas ramas.
Las rogativas y de los favores concedidos por el Cristo a la ciudad se repitieron en 1750 a causa de una devastadora sequía. En 1755 debido a una plaga de langosta y de un fortísimo terremoto y en 1834 otra Santa Procesión del que consta el acta que glosa " siendo general la aclamación de los fieles, sea sacado el Santo Cristo en procesión de rogativas por las calles de Granada". Inmediatamente empezaron a remitir los males.
En 1844, reinando Isabel II de España, le concede a la Hermandad el título de Real, concesión que se vio espléndidamente confirmada años después cuando el 13 de octubre de 1862 cuando nuevamente Su Majestad, en visita girada a nuestra ciudad, se digna asistir a la Iglesia del Convento del Santo Ángel Custodio, donde por esa fecha radicaba ya la Hermandad, y postrándose ante la Imagen del Santísimo Cristo de San Agustín se declaró Protectora y Hermana Mayor Perpetua de su Real e Ilustre Hermandad, lo que se publicó por Real Orden de 31 de diciembre de 1862.
Así mismo Su Santidad el Papa Pío IX, con fecha 27 de febrero de 1863, concedió a perpetuidad a los miembros de la Real e Ilustre Hermandad del Santísimo Cristo de San Agustín y de su Real Asociación de Señoras, importantes gracias apostólicas, según consta en varios Rescriptos pontificios en poder de la Corporación, que obtuvieron el consentimiento del Sr. Arzobispo con fecha del 18 de mayo de 1863.
Tras las vicisitudes ocasionadas tras la Invasión Napoleónica así como las diversas desamortizaciones acaecidas en España la Imagen del Sagrado Protector se ve obligada a cambiar de sede en diversas ocasiones, como hemos mencionado, hasta que en los años cincuenta se asienta en la actual sede franciscana del Ángel Custodio, en la calle de San Antón. Tras la decadencia de la Hermandad a mediados de los años ochenta, en 1989 se aprobaron la revitalización de las Reglas y las reformas pertinetnes (1992, 1996) para adaptarse al marco legal diocesano de las Hermandades y Cofradías, llegando a contar con una nómina de hermanos muy superior al medio millar.

## Descripción artística de las Sagradas Imágenes Titulares
- Santísimo Cristo de San Agustín: se trata de una escultura de bulto redondo, en madera de cedro y nogal policromado, de 1,90 metros de altura que representa a un Cristo crucificado de tres clavos y cuya autoría recae sobre el autor manierista Jacobo Torni "Il Florentino" (1476-1536), discípulo de Miguel Ángel. La imagen presenta en la cabeza melena de cabello natural moreno y nimbo y corona de espinas de Plata de Ley. Descansa la imagen sobre una cruz sublimis de Plata de Ley cincelada con motivos solares, vegetales y pasionistas con cantoneras del mismo metal y datada en su conjunto del s.XVIII. Es una obra de movimiento inerte, puesto que representa a la muerte de Cristo en la Cruz, su rostro refleja visiblemente el dolor y cansancio de Cristo, sobrevenido sobre su propio peso. Sobre la zona pectoral vemos tres regueros de sangre y en el costado derecho una profunda herida inferida por la Lanza de Longinos que es representada con una mancha negruzca y una pequeña perforación del cuerpo. Al estar tallada íntegramente su anatomía se cubre con un sudario corto de tela, bien con faldilla o tonelete.

- Jesús Nazareno de las Penas: Es una imagen de vestir con candelero recubierto de tela encolada. Cristo se presenta muy enhiesto, sosteniendo la cruz sobre el hombro izquierdo, portando ésta con el stipes hacia delante, siguiendo así un modelo singular y no muy frecuente, cuyo exponente más conocido es el Jesús Nazareno de la sevillana iglesia de San Antonio Abad, atribuido a Francisco de Ocampo. La cruz que porta actualmente es plana, con cantoneras antiguas de plata, si bien la tendencia que impera hoy entre los titulares de cofradías es la modalidad arbórea. Su rostro expresa un intimismo muy típico de la escuela granadina que intenta reflejar a un tiempo los sufrimientos físicos de la Pasión y la fortaleza espiritual del Varón de Dolores. Presenta fino modelado en sus facciones, con la mirada baja y la boca entreabierta, y tallados lengua y dientes, elementos dramáticos a los que acompaña el gesto dolorido que hace enarcar las cejas, y la palidez de su policromía. La corona de espinas es postiza. Su ubicación cronológica es problemática pues sus rasgos estilísticos no establecen relaciones claras de filiación o parentesco. De todos modos parece prudente encuadrarla provisionalmente el siglo XVII.

- Nuestra Madre y Señora de la Consolación: Obra del sevillano Antonio Joaquín Dubé de Luque realizada por encargo de la Hermandad en 1990. Dolorosa de vestir, tallada en madera de cedro y con una composición acorde con los cánones del neobarroco andaluz. Presenta la imagen inclinación en la cabeza hacia la izquierda que la dota de gran expresividad y realismo acusado este por cuatro lágrimas y boca entreabierta que redunda en el dolor de María ante Cristo muerto. Se presenta la imagen mariana junto a San Juan Evangelista (Dubé de Luque, 2001) y Santa María Magdalena (Elías Rodríguez-Picón, 2007) conformando la Sacra Conversación recogida en las Escrituras. La vestimenta del grupo escultórico recae en manos del cofrade de la Hermandad Francisco Garví Fernández.

- Santo Ángel Custodio: La primera imagen que se realizó del titular del convento fue la ejecutada en mármol blanco por Alonso Cano en la década de 1650. Su ubicación original fue la portada de dicho convento, diseñada por el propio racionero. Esta escultura hoy se encuentra en el patio del Cenobio.En el interior del templo, una escultura en madera corona el retablo del altar mayor, repitiendo el modelo de Cano. Sabemos que el primitivo retablo se inició tras la finalización de las obras del convento en 1661. Pedro de Mena había ya marchado a Málaga en 1658 por lo que se puede pensar con Gallego Burín en la relación de esta imagen con la autoría de Diego de Mora.

## Cultos de la Hermandad
La Hermandad, al cabo de todo el año, ofrece varios cultos a los Venerados Titulares, pudiendo catalogar éstos según el Titular al que vayan destinados. A continuación mostramos los diferentes cultos en esta sagrada cofradía:
- Al Santísimo Sacramento del Altar:
  - Misa Dominical. De carácter de Hermandad.
  - Función Solemne. Festividad litúrgica de Jesucristo, Rey del Universo.
  - Adoración nocturna de la Sagrada Forma. 1.er viernes de cada mes.
  - Procesión del Santísimo Corpus Christi. Representación oficial en la Procesión del Jueves de Corpus y Octava.
  - Montaje del Monumento Eucarístico del Jueves Santo y Oficio del Triduo Pascual.

- Al Santísimo Cristo de San Agustín, Sagrado Protector de Granada:
  - Solemne Quinario. 2.ª semana de Cuaresma.
  - Voto de Ciudad. 14 de septiembre.
  - Devoto Besapiés. Jueves de Pasión, Viernes de Dolores y Sábado de Pasión.

- A Nuestra Madre y Señora de la Consolación:
  - Solemne Triduo. 3.ª semana de octubre.
  - Devoto Besamanos. Primer fin de semana de septiembre. Siendo el domingo la solemne eucaristía en su honor.

- A Jesús Nazareno de las Penas:
  -  Función Solemne. Festividad litúrgica del Bautismo del Señor.
  - Devoto Besamanos. Sábado anterior a la Función Solemne

- Al Santo Ángel Custodio:
  - Función Solemne. 1.er domingo de octubre

## Estación de Penitencia

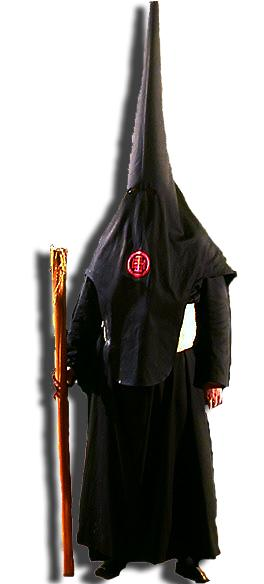
Nazareno del Santo Cristo

La estación de penitencia en la Muy Antigua, Real e Ilustre Hermandad Sacramental del Santísimo Cristo de San Agustín, Jesús Nazareno de las Penas, Nuestra Madre y Señora de la Consolación y Santo Ángel Custodio se realiza el Lunes Santo según viene autorizada por la Real Federación de Hermandades y Cofradías de Semana Santa de la Ciudad de Granada.
| Hora  | Lugar                                                     |
| ----- | --------------------------------------------------------- |
| 20.45 | Salida del Monasterio del Santo Ángel Custodio, San Antón |
| 21.00 | Puente de Castañeda, Carrera de la Virgen                 |
| 21.30 | Plaza del Campillo                                        |
| 21.50 | Ángel Ganivet (Tribuna Oficial), Carrera Oficial          |
| 22.50 | Catedral                                                  |
| 23.25 | Puerta del Perdón, Cárcel Baja, Capuchinas                |
| 23.30 | Plaza de la Trinidad, Mesones                             |
| 23.45 | Puerta Real, San Antón                                    |
| 00.00 | Regreso al Monasterio del Santo Ángel Custodio            |
| 00.30 | Entrada paso de palio                                     |

A continuación mostramos un listado de los datos más relevantes de la Hermandad y que conciernen a su Estación de Penitencia (los datos corresponden a la Estación de Penitencia de 2007 y 2009):

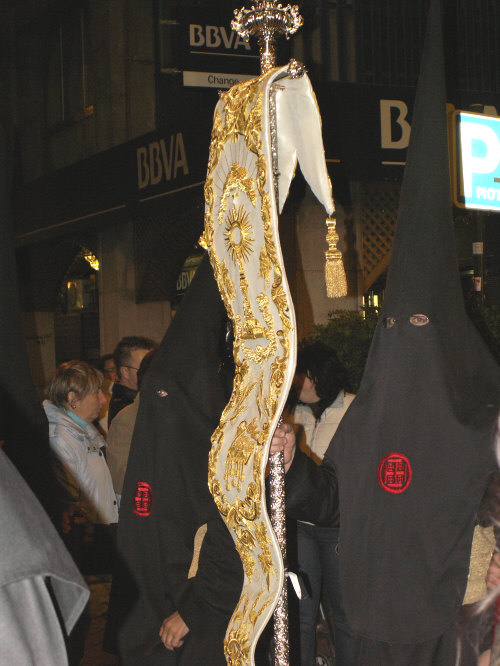
Lábaro Sacramental bordado por Felicitación Gaviero en 2005

- Papeletas de sitio: 450.

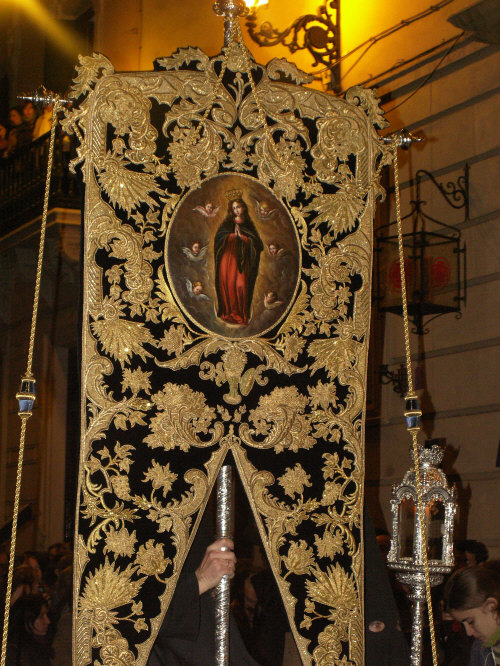
Simpecado original del s. XVIII y pasado por Antonio Villar Moreno

  - Hermanos en el cortejo, con túnica: 231.
  - Hermanos nazarenos y penitentes: 162.
  - Costaleros del Cristo: 29.
  - Costaleros del Palio: 30.
  - Cuerpo de acólitos: 25
- Capataz Stmo. Cristo de San Agustín: Javier Pérez.
  - Auxiliares del Cristo: Juan Miguel Sabador, Álvaro Barea y Francisco Pérez.
- Capataz Nuestra Madre y Señora de Consolación: José Carvajal Linares.
- Túnica: Antifaz negro de sarga con la Cruz de Jerusalén bordada en hilo rojo y hábito negro de cola en sarga, con cinturón ancho de esparto, calcetines negros y sandalias franciscanas.
- Cera: Amarillo tiniebla en los tramos del Paso de Cristo; Blanca en los tramos del Paso de Palio.
- Paso de Cristo: realizado en 1991, en caoba y con remates de plata bajo diseño de Dubé de Luque y talla a cargo de Manuel Caballero González. La composición del canasto corresponde a un cuerpo principal de dos molduras inferiores, decoradas éstas con motivos vegetales, y una cornisa, y a un segundo, compuesto por una base donde observamos las capillas, de arco de medio punto, custodiadas por un total de cuarenta y ocho columnas de plata de ley, que sustentan una crestería rematada con un pináculo. Cada una de las capillas contiene al apostolado realizado en alpaca plateada por el orfebre sevillano Manuel de los Ríos Navarro. En las esquinas del paso, observamos a cuatro ángeles plateados, obra del mismo orfebre, que portan los atributos de la Pasión de Cristo y un banderín con una inscripción, éstos se erigen sobre una zapata realizada de la misma madera que el paso sobre la que se sientan dos querubines de plata en cada una de las cuatro zapatas que portan una guirnalda del mismo metal. Apreciamos también las cuatro maniguetas, de caoba también, con apliques de plata, y rematadas cada una de ellas con un borlón de oro. En los frontales encontramos, en la parte trasera a la figura femenina como símbolo de la Fe; y en la delantera un Relicario-Pelícano que pertenece a las Reverendas Madres Clarias de porcelana y piedras preciosas que inclina la cabeza hacia el vientre - del que surgirá la sangre que alimentará a sus tres crías, que se encuentran a los pies de dicho ave (siendo esto la figuración animal de la salvación y resurrección del hombre a través de Cristo)- donde se halla una reliquia de San Juan de Dios, Santo Copatrón de la Ciudad de Granada. En la delantera, también, está colocado el Llamador, de metal plateado, con un motivo vegetal acorde con el conjunto de la obra.En la parte superior, en los extremos, se aprecian cuatro hachones de caoba, tallados por Juan Mayorga, con adornos en plata con motivos fantásticos (cuatro dragones en cada uno de ellos). El juego de luz viene completado por cuatro guardabrisas situados en los costeros, sobre la mesa del paso. Todo ello se completa con los respiraderos y faldones del paso bordados por César Gómez-Hörh Román, con un diseño en motivos vegetales. 
  - Flor del Cristo: Friso de iris azul y cardos del Nilo.
- Paso de Palio: en orfebrería con incrustaciones de carey en el taller de Ofebrería Andaluza, el Paso de Palio de la Virgen de la Consolación sigue un diseño en reminiscencias clásicas con el uso de tondos e imperial, propia del siglo XIX. El diseño del paso se debe a Dubé de Luque y consta de iconografía bíblica vetéreo y neotestamentaria, si bien predominan los del primero dando fe la representación en los mencionados tondos de los doce hijos de Jacob distribuidos entre la delantera y trasera del palio amén de los laterales donde se combinan con dos tondos más con las Cruces de Jerusalén, elemento tan característico de la Hermandad. Rematan las esquinas de la crestería cuatro águilas coronadas que llevan cuatro escudos, pertenecientes a los blasones de los personajes emblemáticos de la historia de la Cofradía como Fray Bernardo de los Ríos.
  - Flor del Palio:Rosas de color rosa pálido en jarras y violeteras; friso de la misma flor y azahar alternado.
- Insignias:
  - Cruz de Guía: Cruz alzada de carey y plata de orfebrería de Manuel de los Ríos con maniguilla del taller de Fernández y Enríquez (Brenes).
  - Estandarte: Bacalá en terciopelo de Lyon morado con el Escudo de la Hermandad en el centro bordado por las R.R.M.M Dominicas de Jaén bajo diseño de A.J. Dubé de Luque, sobre vara de plata cincelada que es timbrada por un templete albergando una Custodia y una Cruz del taller de orfebres de Manuel de los Ríos
  - Libro de Reglas: Encuadernación de terciopelo y plata labrada en rocalla del siglo XVIII.
  - Guion del Santo Ángel: Paño bordado en el taller del Convento del Santo Ángel Custodio bajo diseño de Fray Ricardo de Córdoba. En el centro una cartela en plata de siglo XVII con pintura de Fray Bernardo Castelar, datada de 1639.
  - Simpecado: Bordado en el siglo XVIII y pasado por Antonio Villar Moreno bajo diseño de A.J. Dubé de Luque y pintura de Antonio López Alonso.
  - Lábaro Sacramental: Bordado en estilo rocalla del taller de Felicitación Gaviero sobre tisú de plata portada sobre vara plateada rematada con la Inmaculada Concepción.
- Interpretación Musical: Capilla musical de Nuestra Madre y Señora de la Consolación, en la Cruz de Guía; y la Capilla del Santísimo Cristo de San Agustín, delante del paso.
  - Interpretaciones propias:
    - Saeta "Al Cristo de San Agustín" de F.J Gutiérrez Juan
    - Saeta "Cristo de San Agustín" de J.A. Barros Jódar
    - Saeta "Lux Perpetua" de J.A. Barros Jódar
    - Saeta "Consolación" de J.A. Barros Jódar
    - "Sones del Sagrado Protector de Granada" de J.R. Vílches Checa
    - "Sintiendo tu Cruz" de Jorge Fernández García (para Banda de Cornetas y Tambores)
    - "Consolatrix Afflictorum" de J.A Barros Jódar (para Banda)
    - "Sagrado Protector" de Felipe Cañizares (para Agrupación Musical).
    - "Santo Crucifijo" de Ignacio García (para Banda de Cornetas y Tambores).